# Knüllwald
Knüllwald è un comune tedesco di 4 447 abitanti situato nel land dell'Assia.